# پوسته (سیاره)

Plates in the crust of Earth

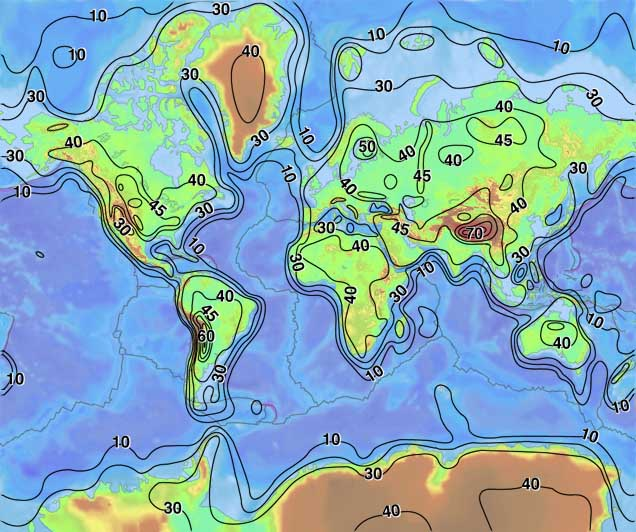
Thickness of Earth's crust (km)

پوسته لایهٔ سخت بیرونی سیارات است. پوسته قسمتی از سنگ‌کره است و از انواع مختلفی از سنگ‌ها ساخته شده‌است. از جمله: سنگ آذرین، سنگ رسوبی و سنگ دگرگونی. در پایین پوسته گوشته است. پوستهٔ زمین دارای دو بخش متفاوت است: پوستهٔ قاره‌ای و پوستهٔ اقیانوسی. 

## ضخامت

### یافته های قبلی
ضخامت پوسته در نقاط مختلف زمین بین ۵ تا ۷۰ کیلومتر است. پوسته قشر نسبتاً نازکی در اطراف کرهٔ زمین است چون حداکثر ضخامت آن در قیاس با شعاع ۶٬۳۷۸ کیلومتری زمین ناچیز می باشد. در بخش اقیانوسی ضخامت پوسته بین ۶ تا ۱۲ کیلومتر تخمین زده می شود و در بخش قاره ای از ۲۰ کیلومتر به بالا است. ضخامت پوسته‌ جامد زمین در دنیا به‌طور متوسط ۳۵ کیلومتر است و در ایران به دلیل کوهستانی بودن بخش زیادی از کشور حدود ۴۰ کیلومتر تخمین زده می شود. بیش از ۵۰ درصد ایران را کوه ها و ارتفاعات تشکیل می دهد که در این مناطق ضخامت پوسته بیش تر از مناطق دشتی و بیابانی و ساحلی است.

### یافته های جدید
محققان زمین‌شناس دانشگاه ساوتهمپتون با بررسی امواج زمین‌لرزه در نقاط مختلف زمین موفق به ارائه یک الگوی مشخص برای شناسایی ضخامت صفحات سازنده پوسته زمین از سطح تا مرز مواد مذاب موجود در بستر شدند. در این مطالعه برای اولین‌بار مشخص شد که عمق پوسته زمین در قاره‌های مختلف و در بستر اقیانوس‌ها از ۱۳۰ کیلومتر تا ۱۹۰ کیلومتر متغیر است. تیم استرن، زمین‌شناس دانشگاه ویکتوریا در مورد اهمیت این دستاورد اظهار کرد: بحث و اختلاف نظر در مورد عمق پوسته زمین همیشه در بین زمین‌شناسان موجب سردرگمی شده است. خوشبختانه به کمک یافته‌های جدید و الگوی بدست آمده می‌توان گفت که دیگر عمق پوسته زمین ۱۰۰ کیلومتر نیست بلکه در بعضی از نقاط سنگ‌های جامد زمین تا ۱۷۵ کیلومتر امتداد دارند. البته در این میان هستند زمین‌شناسانی که هنوز معتقدند ضخامت پوسته زمین در بعضی مناطق تا ۳۰۰ کیلومتر نیز ادامه دارد. منشاء اختلاف‌نظر بین زمین‌شناسان در مورد ضخامت پوسته زمین بیشتر اختلاف عمق زلزله‌های مورد بررسی در جهت شناسایی عمق صفحات زمین است. مهمترین دستاورد این مطالعه فارغ از اختلاف نظرها در مورد ضخامت صفحات سازنده پوسته زمین، امکان شناسایی مرز تغییر فاز مواد پوسته از حالت جامد به حالت خمیری شکل و نیمه مذاب است. در واقع این مرز همان محل پایان پوسته زمین است که در قاره‌های مختلف متفاوت است.

## ترکیب
ترکیب و ساختمان پوسته در زیر قاره‌ها و اقیانوس‌ها با هم متفاوت است. پوستهٔ زمین در زیر قاره‌ها از دو لایهٔ سیلیسیم و آلومینیم (پوسته گرانیتی)و سیلیسیم و منیزیم و آهن (پوسته بازالتی)درست شده‌است. انواع ذخایر معدنی فلزی و غیرفلزی از دیگر ویژگی‌های بخش بیرونی پوستهٔ زمین است.

## ضخامت پوسته در ایران
همگرایی صفحات عربستان و اوراسیا عامل عمده مؤثر در پدیدار شدن زون‌های زمین ساختی مختلف و پیچیده در مناطق برخوردی زاگرس و البرز در ایران است. متوسط ضخامت پوسته در منطقه ایران مرکزی حدود ۴۸ کیلومتر است، به طوری که از حدود ۳۴ کیلومتر در ایستگاه CHK تا ۵۵ کیلومتر در ایستگاه IL3 متغیر است. میانگین ضخامت پوسته در کمربند چین خورده-رورانده زاگرس حدود ۴۵ کیلومتر است؛ که در جنوبی‌ترین قسمت این کمربند چین خورده و راندگی (ایستگاه‌های BNB و BNDS) به بیشترین مقدار یعنی حدود ۵۹ کیلومتر می‌رسد. عمق موهو از حدود ۳۳ کیلومتر در ایستگاه KIA تا ۴۳ کیلومتر در ایستگاه PRN واقع در پهنه البرز و حاشیه جنوبی دریای خزر در تغییر است. در حالی که در البرز مرکزی متوسط ضخامت پوسته به حدود ۵۴ کیلومتر می‌رسد. بیشترین ضخیم شدگی پوسته در زون سنندج-سیرجان مشاهده شد؛ که از حدود ۵۳ کیلومتر در ایستگاه BZA به ۶۶ کیلومتر در ایستگاه KHMZ در تغییر است. متوسط ضخامت پوسته در کمان ماگمایی ارومیه-دختر تقریباً ۴۸ کیلومتر است؛ که از حدود ۳۲ کیلومتر در ایستگاه MEH به ۶۲ کیلومتر در ایستگاه CHMN می‌رسد.
از نقشه گرانی‌سنجی موهو، تهیه شده توسط دهقانی و ماکریس (۱۹۸۳)، قابل تفسیر است. بر اساس این نقشه، در زیرراندگی اصلی زاگرس (زاگرس مرتفع)، بی‌هنجاری‌های ثقلی به حداقل (۲۳۰ ± میلی‌گال) می‌رسد و در این ناحیه، پوسته ایران با ۵۰ تا ۵۵ کیلومتر ضخامت، بیشترین ستبرا را دارد. ولی، به سوی جنوب باختر، ناپیوستگی موهو (Moho) در ژرفای ۴۰ کیلومتر است، از این رو به نظر می‌رسد که در زاگرس، پوسته از شمال خاور به جنوب باختر نازک می‌شود. اشنایدر و برزنجی (۱۹۸۶) نیز نشان دادند که در کمربند چین‌خورده زاگرس، ناپیوستگی موهو، به سمت شمال خاوری، حدود یک درجه شیب دارد و در ژرفای ۴۰ کیلومتر است. ولی، در نزدیکی راندگی اصلی زاگرس ناپیوستگی موهو ۵ درجه شیب دارد و در ژرفای ۶۵–۵۸ کیلومتر است. در خاور ایران هم پوسته به نسبت ستبری به ضخامت ۴۰ تا ۴۸ کیلومتر، قابل شناسایی است. در امتداد ساحل دریای عمان پوسته با ستبرای ۲۵ کیلومتر نازک‌ترین بخش از پوسته ایران است. در مرز شمالی ایران به سمت دریای خزر، رشته کوه‌های البرز ریشه‌ای نشان نمی‌دهد و ضخامتی کمتر از ۳۵ کیلومتر دارد. از سوی دیگر، در فرونشست‌های لوت و کویر، پوسته قاره‌ای با ضخامت کمتر از ۴۰ کیلومتر، در تعادل ایزوستازی (Isostatic equilibrium) است. در کمان ماگمایی ارومیه – بزمان، ضخامت پوسته ۴۵ تا ۵۰ کیلومتر است و در جنوب باختری زون سنندج – سیرجان ضخامت پوسته به حدود ۶۰ کیلومتر می‌رسد.
داده‌های گوناگون نشان می‌دهند که میانگین ستبرای پوسته قاره‌ای در ایران، حدود ۴۰ کیلومتر است. اگرچه افزایش ضخامت پوسته در سنندج – سیرجان و زاگرس مرتفع به رانده شدن ورق ایران مرکزی به روی ورق عربستان و تکرار موهو نسبت داده شده است، ولی با توجه به الگوی ساختاری ایران، دیده می‌شود که افزایش ضخامت پوسته به‌طور عمده در محل تقریبی برخورد ورق‌ها است. از همین‌رو دهقانی و ماکریس، ضخیم شدگی پوسته زاگرس مرتفع و سنندج – سیرجان را حاصل فرایند فشارشی وابسته به بازشدن دریای سرخ می‌دانند و بر این باورند که در این منطقه، دگرشکلی بیشتر در اثر راندگی و جابجایی سفره‌های رانده است و برخورد بین ورق ایران و زاگرس از نوع قاره – قاره است و در حال حاضر هیچ‌گونه فرورانشی در زیر منطقه راندگی زاگرس وجود ندارد. در کمان ماگمایی ارومیه – بزمان نیز علوی (۱۹۹۴) افزایش حدود ۵ تا ۱۰ کیلومتر ضخامت پوسته را به فعالیت ماگمایی و گسلش راندگی نسبت می‌دهد. در کوه‌های خاور ایران هم، برخورد ورق‌های لوت و افغان می‌تواند در ستبر شدگی پوسته نقش داشته باشد.